# کابینه نلسون ماندلا
کابینه نلسون ماندلا (انگلیسی: Cabinet of Nelson Mandela) که با نام دولت وحدت ملی نیز شناخته می‌شود از ۱۰ می ۱۹۹۴ شروع به کار کرد. بر اساس بند ۸۸ قانون اساسی موقت آفریقای جنوبی لازم بود که همه احزاب که بیش از ۲۰ کرسی در مجلس ملی به دست آورند در کابینه نمایندگی داشته باشند. طبق این بند کابینه شامل برخی اعضای کنگره ملی آفریقا و حزب ملی (آفریقای جنوبی) و حزب آزادی اینکاتا می‌شد.